# 波什塔克爾訥烏鄉
45°12′46″N 26°52′10″E / 45.21278°N 26.86944°E
波什塔克爾訥烏鄉（羅馬尼亞語：Comuna Poșta Câlnău, Buzău），是羅馬尼亞的鄉份，位於該國東南部，由布澤烏縣負責管轄，面積83平方公里，海拔高度141米，2007年人口5,918，人口密度每平方公里71人。